# Ralivka, Sambir
Ralivka (în ucraineană Ралівка) este localitatea de reședință a comunei Ralivka din raionul Sambir, regiunea Liov, Ucraina.

## Demografie
Componența lingvistică a localității Ralivka
     Ucraineană (99,04%)
     Alte limbi (0,71%)
Conform recensământului din 2001, majoritatea populației localității Ralivka era vorbitoare de ucraineană (99,04%), existând în minoritate și vorbitori de alte limbi.